# Locmaria-Plouzané
Locmaria-Plouzané (tiếng Breton: Lokmaria-Plouzane) là một xã của tỉnh Finistère, thuộc vùng Bretagne, miền tây bắc Pháp.

## Dân số
Người dân ở Locmaria-Plouzané được gọi là Lanvénécois.

## Breton language
The municipality launched a linguistic plan through Ya d'ar brezhoneg on June the 20th of 2008.